# THE CHARM PARK
THE CHARM PARK（ザ・チャーム・パーク）は、韓国系アメリカ人のマルチプレイヤー/シンガーソングライターでロックバンドHemenwayのギタリストだったCharm（チャーム、1987年4月21日 - ）によるソロプロジェクト。

## 人物
韓国生まれ、アメリカ・ロサンゼルス育ちで、日本を中心に音楽活動をしているポップクリエイター。歌・ギター・ベース・鍵盤・プログラミングなど、マルチな演奏力を併せ持つシンガーソングライターのCharmによるソロプロジェクトであり、ソングライティング、演奏、歌唱、レコーディングやミキシングまでをほぼ一人で行っている。
英語と日本語を絶妙にブレンドした歌詞、叙情的で美しい音世界とオーガニックかつダイナミックな楽曲スケール、緻密なメロディセンスとアレンジ力で伝統的なポップスのメソッドとADM（Acoustic Dance Music）やエレクトロニカにも近いサウンドメイクがひとつになった独自の世界観を築いている。
また自身のソロ活動のほかに、ASIAN KUNG-FU GENERATION、V6、登坂広臣 (三代目 J Soul Brothers from EXILE TRIBE)、南波志帆らへの楽曲提供やサウンドプロデュース、演劇集団キャラメルボックスの劇伴や映画のサウンドトラック、大橋トリオのツアーサポートなどサイドワークでも注目を集める。
当時好きだったアーティストの多くがボストンのバークリー音楽大学で学んでいたことの影響で、同大学に進学し、ギターを専攻する。
長らくアメリカで暮らしながらも日本の音楽に惹かれ、日本を活動の場に選んだ。さまざまなカルチャーが集まっているロサンゼルスに住んでいたこともあって日本の文化と触れ合う機会も多く、もともと幼い頃から日本の音楽と文化が好きだった。兄の影響も大きく、彼が好きだったX JAPANの「WEEK END」のギターソロを2人でハモるためにギターを弾かされたのが原体験。また兄の友人に日本人がいて、当時日本で流行っていた楽曲が入ったミックステープも親の運転する車の中で聴いていた。大学を出た後に楽曲のデモを作り始めるが、アメリカでオーディションがあっても自分の音楽とはあまり合わない気がして、周りの友人たちから「日本っぽい」「日本で受けそうだ」と言われることが多かったこともあり、日本のオーディションにメールで送っていた。反応がすぐにあり、来日することになった。アメリカに住んでいた頃から、すでに職業作家として韓国のアイドルに楽曲提供したりギターで客演したりして生活費を稼いでいたが、「仕事」という意識が強かったので韓国で音楽活動をやろうという気持ちにはならなかった。
日本語は大学で少し勉強していたが、本格的におぼえたのは来日してから。両親は韓国人で家庭では基本的には英語で話していたので、日本語を話す機会はほとんどなかった。歌詞は英語と日本語で書き、両者を混ぜて歌っている。英語の歌詞はより語感を優先して、日本語は意味を優先させるようにしている。

## 来歴
1987年、韓国・ソウル特別市に生まれる。8歳でアメリカに移住し、23〜24歳までアメリカで過ごす。小学校3年生から高校生までアメリカ・ロサンゼルスで育ち、その後ボストンのバークリー音楽大学に進学。卒業後は再びロサンゼルスに戻って韓国のアイドルへの楽曲提供などで生計を立てていたが、自身の音楽活動のために日本へ渡る。
2011年11月、バークリー音楽大学で出会ったメンバー4人で結成したロック・バンドHemenwayでキューンミュージックより日本でメジャー・デビュー。
2014年3月にメンバー間における音楽の方向性の違いなどによりバンドを解散すると、THE CHARM PARKとして始動する。
2015年5月、自主レーベルより10曲入りの1stアルバム『Reverse & Rebirth』をリリース。同年11月、初の全国流通盤となるミニ・アルバム『A LETTER』を発表し、本格的な活動をスタート。
2016年12月、2ndミニ・アルバム『A REPLY』をリリース。
2017年、配信シングルを2作リリース。同年7月から東名阪ワンマンツアーをスタート。11月に1stアルバム『THE CHARM PARK』をリリース。
2018年、配信シングルを3作リリース。同年7月から東名阪仙ツアー「WONDERLAND TOUR」開催。同年12月5日にメジャー初アルバム「Timeless Imperfections」を発表。
2019年4月、あらたに発足した音楽レーベル「A.S.A.B（エイサブ）」に参加。同年7月、ミニアルバム『Standing Tall』を発売。

## ディスコグラフィー

### 参加作品
| 発売日         | タイトル                                                                | 収録曲                                     | 備考 |
| -------------- | ----------------------------------------------------------------------- | ------------------------------------------ | ---- |
| 2016年10月19日 | PEACEFUL2                                                               | エイリアンズ                               |      |
| 2019年3月6日   | MONKEY MAJIK×THE CHARM PARK『Funny Faces MONKEY MAJIK× THE CHARM PARK』 | COLLABOLATED                               |      |
| 2020年7月29日  | Junpei Kamiya『Shine Again (feat. THE CHARM PARK)』                     | Shine Again (feat. THE CHARM PARK)         |      |
| 2021年5月31日  | クレイユーキーズ『RADIO (with THE CHARM PARK & Kento Yamada)』          | RADIO (with THE CHARM PARK & Kento Yamada) |      |
| 2021年7月7日   | 大橋トリオ『Rise Above (feat. THE CHARM PARK)』                         | Rise Above (feat. THE CHARM PARK)          |      |
| 2021年12月10日 | Stamp『Nephophobia (feat. THE CHARM PARK)』                             | Nephophobia (feat. THE CHARM PARK)         |      |

### 楽曲提供
- 南波志帆
  - 「夢じゃない。」（作曲）
  - 「Coffee Break」（共作詞・共作曲）
  - 「にじいろの街で」（作曲）
  - 「Adieu Tristesse」（作曲）
  - 「セピア」（共作曲）
  - 「polar express」（共作詞・作曲）
- 大橋トリオ
  - 「apple tree -りんごの木 english ver.-」（共作詞）
  - 「Break Out !!!」（共作詞）
- V6
  - 「The One」（作曲）
- MORISAKI WIN
  - 「anymore」（作詞・作曲）
  - 「Dear」（作詞・共作曲）
- haju:harmonics
  - 「Ember」（共作詞）
- 安田レイ
  - 「風の中」（作曲）
  - 「A beautiful world」（作曲）
- all at once
  - 「雨上がり架かる虹」（作曲）
- @onefive
  - 「Pinky Promise」（共作曲）
- みゆな
  - 「color」（作曲）
- ASIAN KUNG-FU GENERATION
  - 「はじまりの季節」（作曲）
- HIROOMI TOSAKA
  - 「Not For Me」（作曲）

## 動画

### ライブ映像
| 公開日     | タイトル                                       |
| ---------- | ---------------------------------------------- |
| 2019/09/20 | 花が咲く道 (“Billboard Live TOKYO” 2019.07.05) |

## 主なライブ

### 出演イベント
- 2017年09月17日 - New Acoustic Camp 2017
- 2017年10月14日・21日・11月10日 - CASIMIR EFFECT
- 2018年03月10日 - J-WAVE TOKYO GUITAR JAMBOREE ～YOUNGBLOOD～
- 2018年04月15日 - トアロード・アコースティック・フェスティバル2018
- 2018年05月27日 - GREENROOM FESTIVAL'18
- 2018年08月05日 - オハラ☆ブレイク '18 夏
- 2018年08月11日 - RISING SUN ROCK FESTIVAL 2018 in EZO
  - 「大橋トリオ & THE CHARM PARK」名義での出演
- 2018年08月25日 - RADIO BERRY ベリテンライブ 2018
- 2018年09月01日 - Local Green Festival
- 2018年09月02日 - Slow LIVE'18 in 池上本門寺
- 2018年09月28日 - Flying Flags Vol.5
- 2018年10月07日 - Eggs presents FM802 MINAMI WHEEL 2018 OPENING FLASH!
- 2018年10月08日 - MINAMI WHEEL 2018
- 2018年12月28日 - FM802 ROCK FESTIVAL RADIO CRAZY 2018
- 2019年03月02日 - FM802 30PARTY RADIO PARK -MINAMI WHEEL Spring Edition-
- 2019年03月09日 - 30th J-WAVE TOKYO GUITAR JAMBOREE supported by azabu tailor
- 2019年03月14日 - KICK OFF VIVA!!!【恵比寿LIQUIDROOM編】
- 2019年04月20日 - 春の緑音祭り
- 2019年05月04日 - VIVA LA ROCK 2019
- 2019年08月04日 - CONNECTED2019 ～Only for Music Junkies～
- 2019年08月08日 - /// SUMMER GODDESS ///
- 2019年09月13日 - Spotify Early Noise Night #12 Osaka
- 2019年09月28日 - Grand VIEWTY
- 2019年10月20日 - Chillin'Vibes
- 2019年11月16日 - スパクル☆ナイト Vol.10 ～Sparkle Sparkler×A.S.A.B～